# Doppelmord in Herne 2017
Beim Doppelmord in Herne 2017 wurden am 6. und 7. März 2017 ein neunjähriger Junge und ein 22-jähriger Mann aus Herne ermordet. Die Suche nach dem Täter fand bundesweites Interesse in der Öffentlichkeit und darüber wurde international auch außerhalb des deutschsprachigen Raumes berichtet. Der Täter Marcel H. wurde am Abend des 9. März 2017 von der Polizei festgenommen und am 31. Januar 2018 zu einer lebenslangen Freiheitsstrafe verurteilt.

## Tat
Der neunjährige Jaden F. blieb am Abend des 6. März 2017 verschwunden. Tatverdächtiger für die Tötung des Jungen war Marcel H., ein 19-Jähriger aus Herne, der in einem benachbarten Haus wohnte. Er hatte bei der Familie nachgefragt, ob der Junge zu ihm herüberkommen könne, um eine Leiter zu halten. Über WhatsApp zugesandte Bilder der Tat wurden von einem Bekannten des Tatverdächtigen kurz später bei 4chan im Internet eingestellt. Der Bekannte wurde dort von anderen Benutzern aufgefordert, sich an die Polizei zu wenden, woraufhin er diese dann auch einschaltete.
Die Polizei kam am 6. März gegen 20:30 Uhr in das Haus des 19-Jährigen in der Fleithestraße im Ortsteil Unser Fritz. Zu diesem Zeitpunkt war der Ziehvater des verschwundenen Jungen mit einem seiner beiden Söhne durch die offenstehende Terrassentür in das Haus eingedrungen und hatte den Jungen im Keller vorgefunden. Der Junge wies eine Vielzahl von Messerstichen auf; die Wiederbelebungsversuche durch den Stiefvater blieben erfolglos.
In der Sedanstraße in Herne wurde nach der Festnahme von Marcel H. in einer brennenden Wohnung eine männliche Leiche entdeckt. Es handelte sich um Christopher W., einen 22 Jahre alten Bekannten von H. Auch diese Leiche wies eine Vielzahl von Messerstichen auf.

## Fahndung
Der Tatverdächtige befand sich nicht im Haus und wurde seitdem gesucht. In Herne erhöhte die Polizei ihre Präsenz an den Schulen; ferner wurde die Empfehlung gegeben, Kinder nicht im Freien spielen zu lassen.
Am Abend des 7. März 2017 fuhren 40 Polizeifahrzeuge mit etwa 100 Polizeibeamten zum Clubhaus der Bandidos in Herne wegen des Verdachts auf „Selbstjustiz“. Der Stiefvater des getöteten Jungen stand der Rockergruppe Bandidos nahe, die angekündigt haben soll, nach dem Täter Ausschau halten zu wollen. Im Clubhaus wurde eine Zusammenkunft der Rocker vermutet, man traf laut Mitteilung der Bochumer Polizei aber nur zehn Personen an. Der Pressesprecher des Chapters Recklinghausen erklärte später, dass allein die Polizei über die Ressourcen verfüge, den Täter zu fassen.
In Wetter (Ruhr), etwa 25 Kilometer südöstlich von Herne, wurde am 8. März 2017 für mehrere Stunden das Geschwister-Scholl-Gymnasium Wetter abgeriegelt und durchsucht. Auf der Suche nach dem Täter durchsuchten 60 Polizeibeamte am 9. März 2017 das Krankenhaus Neuwerk im Norden von Mönchengladbach. Um die Fahndung zu unterstützen, verteilte die Polizei ab dem 9. März 2017 Täterbeschreibungen auf Handzetteln. Die Zahl der Hinweise aus der Bevölkerung belief sich am 9. März 2017 auf über 1400 Meldungen.

## Festnahme
Am Abend des 9. März 2017 stellte sich Marcel H. in einem griechischen Schnellimbiss an der Bismarckstraße in Herne der Polizei. Seine linke Hand war verletzt. Er wies bei seiner Festnahme darauf hin, dass in der Nähe in der Sedanstraße eine Wohnung brenne. Die Feuerwehr löschte den Brand und fand dort die zweite Leiche.
Marcel H. gestand und beschrieb die Taten gegenüber der Polizei. Als Auslöser der Tat gilt unter anderem eine Absage der Bundeswehr auf eine Bewerbung von Marcel H. Die Nachricht auf eine zweite, möglicherweise getötete Person hatte sich offenkundig auf den Bekannten bezogen, bei dem er kurz nach der Tat Unterschlupf gefunden hatte. Am folgenden Tag brachte er den Bekannten um, nachdem dieser angekündigt hatte, die Polizei einzuschalten.

## Gedenkfeier
Am 15. März nahmen mehr als 800 Menschen in bzw. an der Herner Herz-Jesu-Kirche an der Gedenkfeier für die Mordopfer teil. Die Kirche war mit mehr als 500 Menschen vollständig besetzt. 300 Trauergäste verfolgten auf der Wiese vor der Kirche die Feier, die per Lautsprecher übertragen wurde. Ein Dutzend Mitglieder der Bandidos war unter den Trauergästen.
An Jadens Begräbnis auf dem Waldfriedhof in Herne am 16. März nahmen rund tausend Trauergäste teil. Mehrere Rockerclubs, darunter zahlreiche Mitglieder der Bandidos und auch der Hells Angels, waren unter den Trauergästen. Die Beerdigung auf dem Waldfriedhof erfolgte mit einer Sondergenehmigung der Stadt Herne, da seit Jahren keine Beerdigungen mehr auf diesem Friedhof stattfanden. Die Sondergenehmigung wurde erteilt, weil der Friedhof in der Nähe von Jadens Elternhaus liegt.
Am 23. März wurde das zweite Opfer Christopher W. in Herne beigesetzt. 600 Trauergäste, auch 40 Angehörige verschiedener Rockerclubs, nahmen an der Beerdigung teil.

## Strafverfahren
Die Hauptverhandlung gegen H. wurde am 8. September 2017 eröffnet. Zuständiger Staatsanwalt war Danyal Maibaum, Staatsanwaltschaft Bochum.
Am 31. Januar 2018 wurde H. nach Erwachsenenstrafrecht zu einer lebenslangen Freiheitsstrafe wegen zweifachen Mordes verurteilt und die
besondere Schwere der Schuld festgestellt. Die Sicherungsverwahrung wurde vorbehalten. Eine Verurteilung nach dem Jugendstrafrecht wäre möglich gewesen, weil H. zur Tatzeit noch nicht 21 Jahre alt war. Trotz seines jugendlichen Aussehens sei die Persönlichkeit von H. aber schon ausgereift. Die Gutachterin sah eine Persönlichkeit mit psychopathischen, narzisstischen und sadistischen Elementen. Im Prozess wurde auch bekannt, dass H. insgesamt 120-mal auf seine beiden Opfer einstach. Im Prozess äußerte sich H. nicht zu den Taten.
Das Urteil wurde nach Rechtsmittelverzicht des Angeklagten und dem Verstreichen der Rechtsmittelfrist durch die Staatsanwaltschaft und Nebenklage rechtskräftig.